# Archichlora marginata
Archichlora marginata là một loài bướm đêm trong họ Geometridae.